# Bones (Galantis)
Bones è un singolo del duo svedese Galantis, pubblicato il 31 gennaio 2019 come primo estratto dal terzo album in studio Church.
Il singolo ha visto la partecipazione alla parte vocale del gruppo musicale statunitense OneRepublic.

## Video musicale
Il videoclip, con animazione 3D, è stato pubblicato il 23 aprile sul canale YouTube del duo ed è ambientato in un parco divertimenti lunatico per creare una narrativa surreale di realtà mista. Il video è stato girato al Castle Park di Riverside, un piccolo parco a tema nel sud della California.

## Classifiche
| Classifica (2019)              | Posizione massima |
| ------------------------------ | ----------------- |
| Austria                        | 58                |
| Belgio (Fiandre)               | 51                |
| Irlanda                        | 54                |
| Lettonia                       | 7                 |
| Lituania                       | 45                |
| Messico                        | 30                |
| Polonia                        | 54                |
| Repubblica Ceca                | 76                |
| Slovacchia                     | 70                |
| Slovenia                       | 22                |
| Stati Uniti (dance/electronic) | 17                |
| Stati Uniti (dance/radio)      | 5                 |
| Svezia                         | 46                |
| Svizzera                       | 63                |
| Ucraina                        | 56                |
| Ungheria                       | 25                |